# Simarouba
Simaruba (Simarouba) é um género botânico pertencente à família Simaroubaceae.

## Espécies
- Simarouba amara
- Simarouba berteroana
- Simarouba glauca
- Simarouba laevis
- Simarouba monophylla
- Simarouba obovata
- Simarouba officinalis
- Simarouba opaca
- Simarouba tulae
- Simarouba versicolor